# Berka/Werra
Berka/Werra – dzielnica miasta Werra-Suhl-Tal w Niemczech, w kraju związkowym Turyngia, w powiecie Wartburg. Do 31 grudnia 2018 miasto i zarazem siedziba wspólnoty administracyjnej Berka/Werra. Leży nad rzeką Werrą